# Susan Bassnett
Susan Edna Bassnett-McGuire, FRSL (21 ottobre 1945), è una scrittrice, traduttologa e comparatista inglese.

## Biografia
Susan Bassnett nasce in Inghilterra il 21 Ottobre 1945. Studiò inglese e italiano all'Università di Manchester, laureandosi nel 1968. Studiò anche per un dottorato di filosofia in francese all'Università di Lancaster, concluso nel 1975.
La sua carriera lavorativa cominciò già nel 1968 come lettrice all'Università degli Studi di Roma "La Sapienza", conclusa nel 1972. La stessa professione la svolgerà in seguito all'Università di Lancaster fino al 1976 e all'Università di Warwick, dove stabilirà nel 1985 il  "Centre for Translation and Comparative Cultural Studies" (il quale chiuderà nel 2009). Divenne professoressa di Letterature comparate nel 1992. Si sposò con Clive Barker (29 giugno 1931-17 marzo 2005), appassionato di teatro, dal quale ebbe sei figli. Divenne pro-vice-rettore dell'Università di Warwick dal 1997 al 2003 e anche dal 2005 al 2009. Nel 2007 fu eletta come membro della Royal Society of Literature. Si ritirerà dall'Università di Warwick nel 2016 e ricopre ancora la carica di professoressa di Letterature comparate all'Università di Glasgow.

## Opere maggiori
- Translation studies (1980; 4ª ed. 2014)
  - Traduzione ital.: La traduzione, teorie e pratica, trad. di Daniela Portolano, Bompiani, Milano, 1993
- Comparative literature. A critical introduction (1993)
- Exchanging lives. Poems and translations (2002)
- Post-colonial translation. Theory and practice (2002), in collaborazione con Harish Trivedi
- The translator as writer (2006), in collaborazione con Peter Bush